# 大牟田港
福岡県大牟田市にある港だとすると、もしかして
- 三池港

ではありませんか？